# Calotis
Calotis là một chi thực vật có hoa trong họ Cúc (Asteraceae).

## Loài
Chi Calotis gồm các loài: